# Hymenodon angustifolius
Hymenodon angustifolius är en bladmossart som beskrevs av Sande Lacoste 1872. Hymenodon angustifolius ingår i släktet Hymenodon och familjen Rhizogoniaceae. Inga underarter finns listade i Catalogue of Life.